# Menkea
Menkea é um género botânico pertencente à família Brassicaceae.